# Puchar Świata w biathlonie 2011/2012 – sztafeta kobiet

## Najlepsza 3 poprzedniego sezonu
| Medal   | Zawodnik | Punkty |
| ------- | -------- | ------ |
| Złoto:  | Niemcy   | 206    |
| Srebro: | Szwecja  | 190    |
| Brąz:   | Rosja    | 177    |

## Zawody
| Konkurencja:         | Zwycięzca:                                                                       | Drugi:                                                                                    | Trzeci:                                                                            |
| Hochfilzen szczegóły | Norwegia Fanny Welle-Strand Horn · Elise Ringen · Synnøve Solemdal · Tora Berger | Francja Marie-Laure Brunet · Anaïs Bescond · Sophie Boilley · Marie Habert                | Rosja Swietłana Slepcowa · Natalja Sorokina · Anna Bogalij-Titowiec · Olga Zajcewa |
| Oberhof szczegóły    | Rosja Anna Bogalij-Titowiec · Swietłana Slepcowa · Olga Zajcewa · Olga Wiłuchina | Norwegia Fanny Welle-Strand Horn · Elise Ringen · Synnøve Solemdal · Tora Berger          | Francja Marie Habert · Anaïs Bescond · Marine Bolliet · Sophie Boilley             |
| Anterselva szczegóły | Francja Marie-Laure Brunet · Sophie Boilley · Anaïs Bescond · Marie Habert       | Białoruś Nadzieja Skardzina · Ludmiła Kalinczyk · Nastassia Dubarezawa · Darja Domraczewa | Rosja Jekatierina Głazyrina · Swietłana Slepcowa · Olga Zajcewa · Olga Wiłuchina   |

## Klasyfikacja
| #  | Reprezentacja     | HOC | OBE | ANT | WCH | Razem |
| -- | ----------------- | --- | --- | --- | --- | ----- |
| 1  | Francja           | 54  | 48  | 60  |     | 162   |
| 2  | Norwegia          | 60  | 54  | 43  |     | 157   |
| 3  | Rosja             | 48  | 60  | 48  |     | 156   |
| 4  | Białoruś          | 40  | 40  | 54  |     | 134   |
| 5  | Niemcy            | 38  | 43  | 38  |     | 119   |
| 6  | Polska            | 43  | 32  | 34  |     | 109   |
| 7  | Ukraina           | 34  | 34  | 40  |     | 108   |
| 8  | Włochy            | 36  | 31  | 36  |     | 103   |
| 9  | Szwecja           | 30  | 36  | 31  |     | 97    |
| 10 | Słowacja          | 29  | 38  | 27  |     | 94    |
| 11 | Czechy            | 31  | 30  | 30  |     | 91    |
| 12 | Bułgaria          | 28  | 28  | 29  |     | 85    |
| 13 | Kanada            | 32  | –   | 32  |     | 64    |
| 15 | Stany Zjednoczone | 27  | –   | 28  |     | 55    |
| 14 | Rumunia           | –   | 29  | 23  |     | 52    |
| 15 | Estonia           | –   | 27  | 24  |     | 51    |
| 16 | Japonia           | 24  | –   | 25  |     | 49    |
| 17 | Finlandia         | 26  | –   | –   |     | 26    |
| 17 | Austria           | –   | –   | 26  |     | 26    |
| 20 | Chiny             | 25  | –   | –   |     | 25    |
| 21 | Kazachstan        | 23  | –   | –   |     | 23    |